# Guatteria aeruginosa
Guatteria aeruginosa Standl. – gatunek rośliny z rodziny flaszowcowatych (Annonaceae Juss.). Występuje naturalnie w Nikaragui, Kostaryce, Panamie oraz Kolumbii. 

## Morfologia
PokrójZimozielone drzewo dorastające do 20 m wysokości. Młode pędy są owłosione.
LiścieMają kształt od eliptycznego do odwrotnie owalnego. Mierzą 11,5–42,5 cm długości oraz 4,5–11,5 szerokości. Są lekko owłosione od spodu. Nasada liścia jest klinowa lub rozwarta. Wierzchołek jest ogoniasty.
KwiatySą pojedyncze. Rozwijają się w kątach pędów. Działki kielicha mają owalny kształt i dorastają do 2 mm długości. Płatki zewnętrzne mają podłużny kształt i osiągają 32 mm długości, natomiast wewnętrzne są lancetowate i dorastają do 25 mm długości.
OwoceSą pojedyncze. Osiągają 10 mm długości oraz 6 mm średnicy.

## Biologia i ekologia
Rośnie w wilgotnych wiecznie zielonych lasach. Występuje na terenach nizinnych.